# Qualitätswein bestimmter Anbaugebiete
Qualitätswein bestimmter Anbaugebiete, QbA, är den näst högsta av fyra kvalitetskategorier för tyska viner, snäppet under Prädikatswein (före augusti 2006 officiellt benämnt Qualitätswein mit Prädikat, QmP) men över Landwein och Tafelwein. I likhet med Prädikatswein och Landwein, men till skillnad från Tafelwein, måste druvorna till ett QbA-klassat vin komma från en, och bara en, av de 13 tyska vinodlingsregionerna (Anbaugebiet). Andra begrepp som, om än inte helt korrekt, vanligen syftar på QbA är bestimmtes Anbaugebiet, Weinbaugebiet, Weinanbaugebiet eller Qualitätswein.